# Машкін Михайло Васильович
Машкін Михайло Васильович (25 листопада 1926, Новоолександрівка, Синельниківський район, Дніпропетровська область — 13 листопада 1971, Довге, Іршавський район, Закарпатська область) — український поет і композитор, збирач фольклору. Автор пісні «Верховино, мати моя». 
Заслужений діяч мистецтв України (1960).

## Біографія
Народився 25 листопада 1926 року в селі Новоолександрівка Синельниківського району в селянській родині. 

У 16 років був схоплений німецькими окупантами і відправлений у концтабір Маутгаузен. Уник смерті в газовій камері, на одній із перереєстрацій записавшись Степаном Байдою — це підказав зробити Петро Байда, син якого, Степан, щойно помер у концтаборі. Про страхіття концтаборів згодом розповів у автобіографічній повісті «Вогонь у пітьмі» (видавництво «Карпати», 1968). На початку 1969 року в Довжанській середній школі провели читацьку конференцію за цією книжкою і зустріч із автором. Виступ композитора так вразив присутніх, що вони майже дослівно запам'ятали його. Ось як передає слова Машкіна Михайло Ціцак: 
|  | Дехто може подумати, що для Машкіна, крім пісенних, треба ще й літературних лаврів. Це зовсім не так. Не тому я писав цю книгу 20 років, а потім ще три роки витратив на її видання, а тому, що досі чую голоси тих, хто залишився тільки в пам'яті: «Ти молодий, і якщо виживеш, дай знати всьому світу, як ми жили і як помирали». Хіба я міг не виконати цього заповіту? Тих, із ким лягав увечері поруч як із живими, а вранці прокидався між трупами. Деколи про мене кажуть, що дозволяю собі випити зайву чарчину. Що ж, я не без цього гріха, але це не через відсутність волі. Пережите в юності ніколи не можна забути… |

1945 року приїхав на Закарпаття. Працював методистом Великоберезнянського районного будинку культури. 
1954 року сім'я Машкіних переїхала в село Довге Іршавського району. Михайло Машкін від моменту прибуття в село і до останнього дня життя (1954—1971) працював художнім керівником народного ансамблю пісні і танцю «Боржава» Довжанського деревообробного комбінату Кушницького лісокомбінату. Хор «Боржава» разом із своїм керівником пройшли шлях від ансамблю сільської самодіяльності до вершин слави. У хаті по вулиці Перемоги, 74 згодом були створені пісні Машкіна «Верховино, мати моя», «Вечір над Боржавою», «Гуцульська застільна», «Понад плаєм, плаєм».
Автор музики до фільмів: «Повернення» (1960, у співавторстві з Борисом Карамишевим), «Царі» (1965, дівоча пісня, у співавторстві з Олегом Каравайчуком).

Про імпульсивність і повну самовіддачу керівника «Боржави» пише Михайло Кречко: 
|  | М.Машкін був представником стихійної творчої сили народу. Тієї сили, яка щохвилинно народжує музикантів, творців пісень, казкарів, умільців — золоті руки, яких в народі — мільйон. Коли грав на баяні, супроводжуючи свої пісні, був схожим на смолоскип із палаючими очима… |

Тонку, надломлену, вразливу душу композитора добре розумів тодішній директор Довжанського деревообробного комбінату М.Масинець, який дуже багато зробив для хору, всіляко підтримував художню самодіяльність. Він часто просив оточення керівника «Боржави» «уберегти Михайла Васильовича від зриву». Помер унаслідок самогубства відразу після звістки про смерть дружини в лікарні.
Популярність М. Машкіна була великою та гучною. Його пісні ставали шлягерами, їх співали усі, їх по передавали по радіо. Його портрети та статті про нього з'являлися на обкладинках і сторінках журналів та газет («Україна», «Радянська культура», «Соціалістична культура», «Рабочая газета», «Прикарпатська правда»). Але згодом протягом майже 20 років творчість композитора, поета, прозаїка, організатора художньої самодіяльності офіційно замовчували. 

## Вшанування пам'яті
На будинку по вулиці Перемоги, 74 в селі Довге встановлено меморіальну дошку на честь Михайла Машкіна, автором якої є місцевий уродженець Юрій Лелітка.
1994 року започатковано пісенний фестиваль імені Михайла Машкіна, який рішенням Міністерства культури і мистецтв України з 2000 отримав статус Всеукраїнського.